# Alternativi
Alternativi – program artystyczno-muzyczno-publicystyczny nadawany w Programie Pierwszym Telewizji Polskiej od 12 września 1994 do 10 czerwca 1996 roku. Był emitowany co 2 tygodnie początkowo o 15.30, później o 16.00 w cyklu "Dla młodych widzów". Autorem programu był Robert Tekieli, a program prowadził Wojciech Stamm.
Czołówka programu była następująca: najpierw było widoczne niebieskie niebo, następnie najeżdżający telewizor z napisem programu z charakterystycznym A w kształcie pentagramu, później był rysunek Pałacu Kultury i Nauki w Warszawie, który się przewraca, napis "Program Telewizyjny", numer odcinka, a na koniec lokomotywa, która rozjeżdżała telewizor stojący na torze. W tyłówce programu natomiast emitowano nagranie niszczenia telewizora przez lokomotywę puszczoną od tyłu.
W programie prezentowano nowości muzyczne i emitowano teledyski z gatunku punk rocka i grunge. Autorzy poruszali społecznie ważne problemy, ale także porady dotyczące życia codziennego, szeroko rozumianą kontrkulturę i zjawiska z nią związane, dodatkowo rozmawiano z zespołami, których utwory pojawiały się w programie. Wśród licznych tematów poruszanych w programie była kwestia zażywania narkotyków, zasadnicza służba wojskowa i ruch straight edge. Komentowano rzeczywistość, także tę polityczną, w bardzo oryginalny sposób.
Za muzykę byli odpowiedzialni Krzysztof Grabowski, Włodzimierz Nakonieczny, Remigiusz Hanaj, Pietia Wierzbicki, a za całość audycji odpowiadała "FUNDACJA bruLionu".
"Alternativi" był bardzo popularny, oglądalność niektórych wydań sięgała 2 milionów widzów.